# Girflet
Jaufré
Girflet ou Jaufré est un chevalier de la Table Ronde, dans la légende arthurienne. Il est le fils de Do et le cousin de Lucan (en) et Bedivere. Peu décrit, il est présent dans un grand nombre de romans, comme chevalier proche d'Arthur et membre de son conseil. Survivant de la bataille de Camlann, c'est le dernier chevalier à voir Arthur vivant.

## Étymologie et origine
Son nom est également orthographié Gifflès (Perceval ou le Conte du Graal), Girflez (Erec et Enide), ou Griflet (Le Morte d'Arthur). Son nom provient vraisemblablement de celui du « dieu » gallois Gilfaethwy, fils de Dôn. Dans l'un des récits des Mabinogion, Gilvaethwy recherche un troupeau de cochons avec son frère. 

## Description

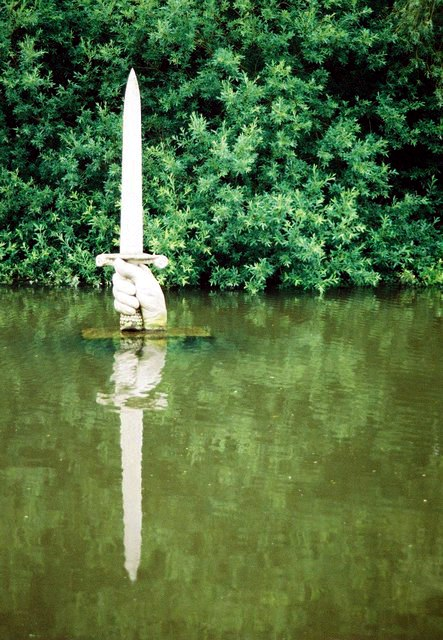
La main de la dame du lac récupérant l'épée Excalibur, jetée par Girflet.

C'est un écuyer de toujours du roi Arthur. Quand il est adoubé, il fait partie des premiers chevaliers de la Table Ronde. Son écu est blanc, orné d'une frette d'or. Il est l'un des rares survivants de la bataille de Camlann (selon le Lancelot-Graal) et le dernier à avoir vu Arthur vivant, comme l'avait prédit Merlin à ce dernier dans le Post-Vulgate. Après la mort d'Arthur, c'est lui qui est chargé de redonner Excalibur à la Dame du Lac. En lançant l'épée dans le lac, Girflet aperçoit la main de la fée s'en emparer. Il meurt du combat qui l'oppose à Pellinore. Il est aussi le personnage principal du roman en occitan le Roman de Jaufré, rédigé à la fin du XIIe siècle ou au début du XIIIe siècle. 
Girflez (Girflet) apparaît d'abord dans le Tristan de Béroul, où il intervient à quelques reprises. Il appartient au conseil réuni avant le jugement d'Yseut, qu'il défend face aux trois barons félons de Cornouailles. Il prend ensuite part au tournoi de la Blanche Lande, avec Gauvain.  

### Chez Chrétien de Troyes
Chrétien de Troyes mentionne le personnage à plusieurs reprises. Dans Erec et Enide, Girflez est un chevalier de la Table Ronde, cité mais non décrit, qui appartient au conseil d'Arthur et combat pendant le tournoi de Ténébroc. Il est à nouveau cité dans le Perceval, sous le nom de Guiflez, parmi les chevaliers à qui Arthur confie la garde du prisonnier Clamadeu des Iles. Il part juste après Gauvain, à l'appel de la pucelle du Château Orgueilleux. Divers romans en langue vernaculaire suivent et le citent, notamment le Livre de Caradoc, Hunbaut et le Bel inconnu.

### Lancelot en Prose
Le Lancelot en prose le précise davantage. Il fait partie des prisonniers libérés par Lancelot près de la Douloureuse Garde, avec Gauvain. Bohort conquiert son écu au Tertre Desvée et Girflet finit par être libéré par Lancelot, qui vainc Bohort et brise l'enchantement de ce dernier. Girflet fait aussi partie des six chevaliers qui réconfortent Arthur après l'échec de la quête de Lancelot, et de la « garde rapprochée d'Arthur » avec Gauvain, Yvain, Keu et Sagramor. Il noue une amitié particulièrement solide avec Gauvain.

### Le Morte d'Arthur
C'est toutefois dans Le Morte d'Arthur que Girflet acquiert une véritable importance : il est le seul chevalier survivant de la bataille de Salesbières (Camlann), et porte Arthur blessé jusqu'à la Noire Chapelle, avec Lucan le bouteiller. Avant de partir sur l'île d'Avalon, le roi Arthur lui demande de jeter son épée Excalibur dans le lac de la dame du lac. Girflet tente en vain d'infléchir la décision d'Arthur, arguant de la perte que cela représente. Trois fois, Girflet ment à Arthur en lui disant qu'il a jeté Exalibur dans le lac, mais ce dernier devine le mensonge dans la mesure où le chevalier est incapable de dire ce qu'il a vu à ce moment-là. Girflet finit par jeter réellement Excalibur : la main de la dame du lac sort des eaux pour la recueillir. Il voit Arthur partir pour Avalon, retrouve la tombe de son roi trois jours plus tard à la Noire Chapelle et devient ermite, mais il ne survit que dix-huit jours à Arthur.

## Analyse
Girflet est perçu à tort comme un personnage mineur au sein de la littérature arthurienne : contrairement à Yvain, Lancelot ou encore Galaad, il n'a pas de roman à son nom dans la matière de Bretagne. Le seul manuscrit consacré à ce personnage est occitan. Pourtant, bien qu'il soit évoqué de façon rapide et sans détails, il est un personnage constant et un membre permanent du conseil royal d'Arthur, qui accompagne Gauvain, Yvain et Keu. Il fait souvent partie des premiers appelés, ce qui témoigne d'une place de choix parmi les chevaliers d'Arthur.